# Британське нумізматичне товариство
Британське нумізматичне товариство (англ. The British Numismatic Society) (BNS) - британська громадська організація, створена з метою дослідження та популяризації монетної справи та медальєрного мистецтва Великої Британії. Засноване 1903 року. 

## Видання
Головний друкований орган товариства - British Numismatic Journal ("Британський нумізматичний журнал")  (у посиланнях у науковій літературі для нього зазвичай використовується скорочення "BNJ").
Крім того BNS публікує бюлетень The BNS Newsletter та інші серійні видання, а також каталоги монет .

## Бібліотека
При товаристві діє бібліотека, розташована у будівлі Інституту Варбурґа. Разом із BNS власником цієї книгозбірні є Королівське нумізматичне товариство.

## Зовнішні посилання
- Вебсайт товариства [Архівовано 28 грудня 2012 у Wayback Machine.]